# Adolph Stöhr
Adolph Stöhr (Sankt Pölten, 24 febbraio 1855 – Vienna, 26 febbraio 1921) è stato un filosofo, logico e docente austriaco, professore di filosofia all'Università di Vienna.

## Biografia
Le sue conferenze pubbliche riguardarono gli ambiti principali del pensiero; dalla logica alla metafisica, dalla filosofia del linguaggio, dalla psicologia sperimentale a quella di percezione e di associazione; influenzando molto l'ambiente filosofico e culturale della capitale austriaca.

## Lavori pubblicati
- Philosophische Konstruktionen und Reflexionen 1974 (postumo)
- Lehrbuch der Logik in psychologisierender Darstellung 1910
- Philosophie der unbelebten Materie 1907
- Zur Hypothese der Sehstoffe und Grundfarben 1898
- Die erste Volkshochschule 1965
- Letzte Lebenseinheiten und ihr Verband in einem Keimplasma, vom philosophischen Standpunkte 1897
- Philosophie der unbelebten Materie: Hypothetische Darstellung der Einheit des Stoffes und seines 1907
- Zur nativistischen Behandlung des Tiefensehens 1892
- Umriss einer Theorie der Namen 1889